# Bosc dels cedres de Déu
Els Cedres de Déu (en àrab أرز الربّ, Horsh Arz el-Rab) són els supervivents dels immensos boscos de cedres que cobrien antigament els vessants del mont Líban. La seva fusta va ser explotada pels assiris, els babilònics i els perses així com els fenicis. La fusta era especialment estimada pels egipcis per a la construcció naval. Salomó els va utilitzar en la construcció del primer temple de Jerusalem i l'Imperi Otomà també els va utilitzar els cedres per construir el seu sistema de ferrocarril.

## Història
En l'Antiguitat, el Líban contenia grans boscos de cedre, pel que la seva imatge és el símbol del país. Avui, després de segles de persistent tala, la grandària dels boscos s'ha reduït i tan sols a les àrees muntanyenques del país perduren grans boscos. Aquest és el cas de la muntanya Makemel que domina el paisatge de la vall de Qadisha on a una altitud de més de 2.000 metres es troben els cedres de Déu. Quatre d'ells han aconseguit una altura de 35 metres amb troncs que van des dels 12 fins als 14 metres de circumferència. La preocupació pels cedres bíblics de Déu va portar al fet que el 1876 es construís un mur de pedra, finançat per la reina Victòria de Gran Bretanya. Aquest mur protegeix als brots joves de les cabres que s'alimenten d'ells

## Estat actual

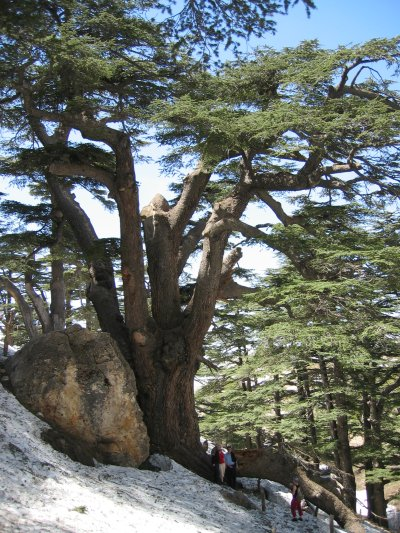
Cedre del Líban.

El bosc està rigorosament protegit. És possible la seva visita acompanyat d'un guia autoritzat. Després d'una fase preliminar en la qual es va buidar la terra de detrit, les plantes malaltes van ser tractades i la terra fertilitzada, es va iniciar un programa massiu de repoblació forestal pel comitè dels amics del bosc del cedre en 1985. Els fruits d'aquest treball només es podran apreciar en les properes dècades a causa del lent creixement del cedre.